# 호렘헤브

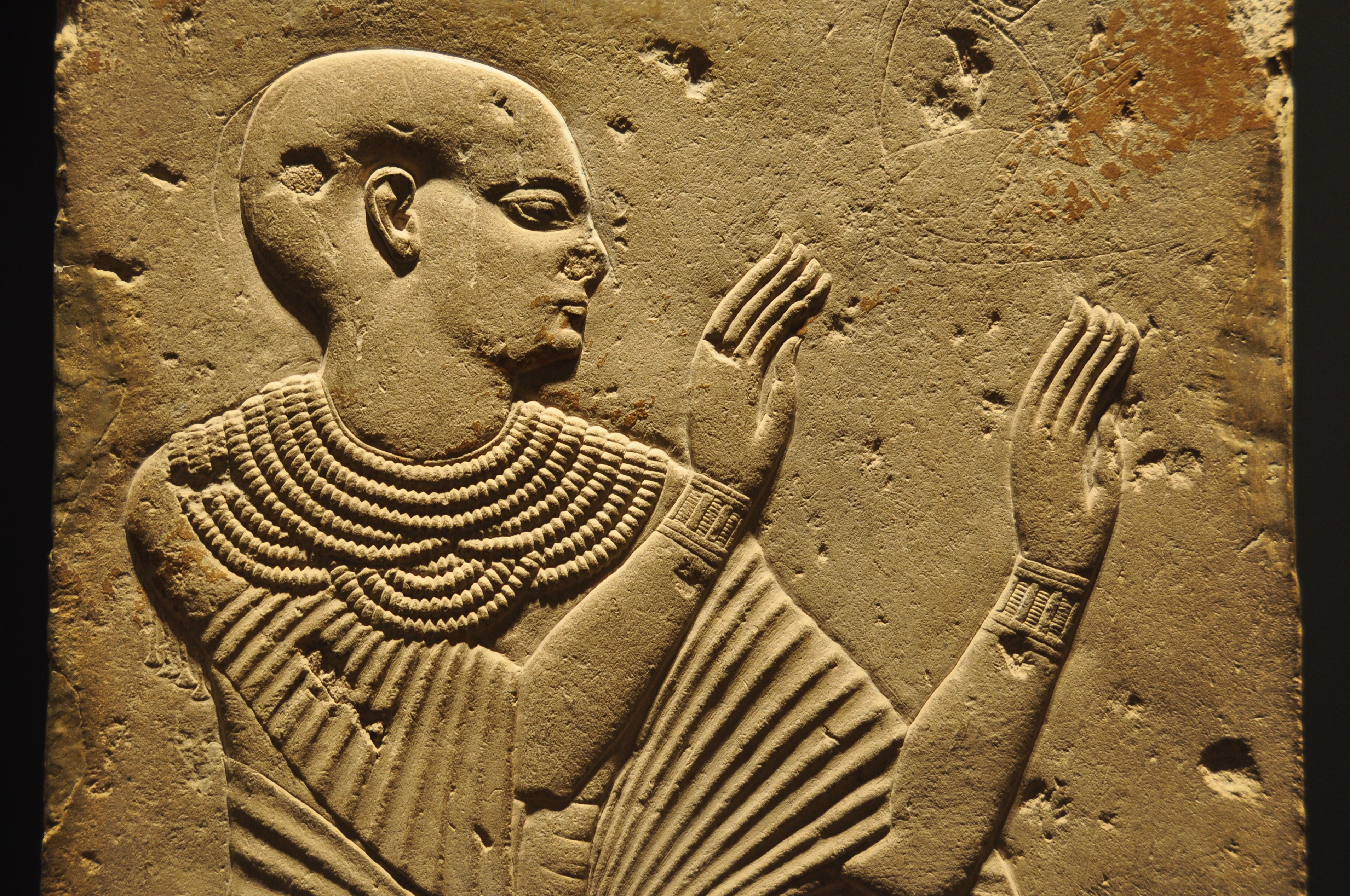

호렘헤브(기원전 1321년 ~ 기원전 1292년)는 이집트 제18왕조의 파라오이다.
또한 이 시대에는 꽤 안정적이었으며, 이것은 세티 1세 시대까지 이어졌다.